# Бонеј ан Валоа
Бонеј ан Валоа (фр. Bonneuil-en-Valois) насеље је и општина у североисточној Француској у региону Пикардија, у департману Оаза која припада префектури Санлис.
По подацима из 2011. године у општини је живело 1057 становника, а густина насељености је износила 82,51 становника/km². Општина се простире на површини од 12,81 km². Налази се на средњој надморској висини од 162 метара (максималној 166 m, а минималној 57 m).

## Демографија
| 1962. | 1968. | 1975. | 1982. | 1990. | 1999. | 2011. |
| ----- | ----- | ----- | ----- | ----- | ----- | ----- |
| 755   | 778   | 692   | 788   | 817   | 895   | 1.057 |

График промене броја становника у току последњих година